# Greifenhagen
Greifenhagen es una localidad y antiguo municipio alemán, ubicado en el distrito de Mansfeld-Südharz, en el Estado federal de Sachsen-Anhalt. Desde el 1 de enero de 2010, forma parte de la ciudad de Arnstein. 